# 龍飛鳳舞 (電視劇)
《龍飛鳳舞》為2014年民視八點檔古裝連續劇，由導演孫樹培掌鏡。該劇是台灣第一部以1868年至1893年清治時期的台北大稻埕為故事背景的電視劇，其中重大事件包含1874年發生的牡丹社事件，其他主要地點包括唐山福建泉州、台灣打狗以及安平。民視投入新台幣6千萬元搭建影城提供劇組拍攝使用，也獲得文化部2012年「高畫質電視節目旗艦型連續劇類」3千萬元的補助，但因劇情變化不符規定，民視已退回補助款。2013年6月17日開拍，2014年3月5日在《風水世家》播出大結局後首播。

## 播出時間

### 首播
| 頻道        | 所在地   | 播出日期                      | 播出時間                  | 備註   |
| ----------- | -------- | ----------------------------- | ------------------------- | ------ |
| 民視無線台  | 臺灣     | 2014年3月5日－2014年12月16日  | 每週一至週四20:00 - 22:30 | 無     |
| 民視無線台  | 臺灣     | 2014年3月5日－2014年12月16日  | 每週五20:00 - 22:15       | 無     |
| 民視無線台  | 臺灣     | 2014年3月9日－2014年12月20日  | 每週六日16:00 - 18:00     | 無     |
| Astro歡喜台 | 马来西亚 | 2014年12月12日－2017年5月15日 | 每週一至週五 20:30-21:30  | 外购版 |

## 演員名單
- 余秉諺飾陳天龍/半天鷹
- 方馨飾官飛燕/王玉娟
- 宋逸民飾陳俊英
- 蘇晏霈飾王心蘭
- 陳宇風飾杜勝
- 楚宣飾陳家慧
- 翁家明飾陳志寬
- 葉歡飾高麗君
- 雷洪飾陳江水
- 劉秀雯飾莊林招弟
- 梅芳飾杜蔡瑞紅
- 崔浩然飾杜慶元
- 王燦飾陳家明
- 華千涵飾金秀芬/徐春華
- 游安順飾何春來
- 唐美雲飾李淑滿
- 傅子純飾何正帆
- 王振復飾方玉
- 張銘飾方永華
- 趙永馨飾張金枝
- 江俊翰飾方逸鴻
- 徐亨飾李賢明
- 樓心潼飾杜秋萍
- 張琴飾李美珠
- 兵家綺飾王月鳳
- 德馨飾方美琴
- 趙心妍飾金蜜
- 洪流飾洪師父
- 紅毛飾紅毛
- 文汶飾王寶釵/王玉芳
- 李珞晴飾金秀蓮
- 黃仲裕飾錢瓜瓜
- 黃瑄飾王淑女
- 陳妍安飾阿蕊
- 陳彥廷飾羅文山
- 阿竿飾莊有財
- 簡曉育飾春桃
- 吳芳宜飾迎春
- 常立琳飾吳玉珠
- 韓琳飾西施
- 李建緻飾阿成
- 蕭閔虔飾阿坤
- 楊佩潔飾阿雪
- 王耿豪飾蔡鐵虎
- 曾安琪飾方逸婷
- 王惠五飾莊阿旺
- 胡鴻達飾張天寶
- 高欣欣飾林秀鸞
- 柯叔元飾林大陣
- 林義芳飾何川
- 張家瑋飾莊彩華
- 聶秉賢飾徐祖文
- 林則希飾陳家文
- 玉尚飾張順益
- 蔡阿炮飾林勇
- 王上豪飾李勝
- 童韋傑飾謝欽
- 錢君仲飾長腳
- 林家佑飾四兩
- 林衣倩飾阿英
- 林道遠飾排骨
- 周辰達飾石狗
- 蔡文星飾千總
- 莫棠予飾小月
- 王盈凱飾高土奎
- 陳光前飾陳木春
- 博焱飾江水青
- 呂革進飾李火棠
- 陳文山飾蘆屋壽介
- 邱隆飾石原健次郎
- 王希華飾通文師父
- 四方飾悟相師父
- 增山裕紀飾田中信二
- 劉德凱飾十八王爺
- 蕭大陸飾劉銘傳
- 龐祥麟飾黃水波
- 李滔飾賓客
- 游耀光飾船夫
- 趙唯伶飾王翠華
- 盧彪飾李老闆
- 馬國畢飾道士
- 程學書飾秦半仙
- 章永華飾宋老闆
- 顏曉筠飾鳩子
- 胡鈞飾章京大人
- 喬華國飾藩台大人

## 備註
- 劇中所提的「西鄉大人」指的是西鄉從道，但全名只在劇中提到兩次。之後江俊翰的角色方逸鴻提到「西鄉大人」是日本海軍大臣及內務大臣，但是西鄉在實情上並沒有同時擔任兩個官位。之後在德馨的角色方美琴承認與「西鄉大人」是舊情人之劇情，劇組把他的名字改為「西鄉仁太郎」。
- 方逸婷原設定由江祖平飾演，後因個人因素請辭改由曾安琪飾演。
- 莊阿喜、莊林梅芳原設定由石英、陳亞蘭飾演，後因個人因素而辭演。

- 此劇為民視繼青龍好漢、飛龍在天後，第三部以清朝為背景的古裝劇。

## 主題曲

### 片頭曲
| 編號 | 歌曲名稱 | 作詞   | 作曲   | 主唱           | 播出期間                     | 播出集數 |
| ---- | -------- | ------ | ------ | -------------- | ---------------------------- | -------- |
| 1    | 龍飛鳳舞 | 曹俊鴻 | 曹俊鴻 | 蔡佳麟、郭婷筠 | 2014年3月5日－2014年12月16日 | 全劇     |

### 預告曲
| 編號 | 歌曲名稱 | 作詞   | 作曲   | 主唱           | 播出期間                     | 播出集數       |
| ---- | -------- | ------ | ------ | -------------- | ---------------------------- | -------------- |
| 1    | 雲兒飄   | 廖偉志 | 廖偉志 | 黃思婷         | 2014年3月5日                 | 第1集          |
| 2    | 龍飛鳳舞 | 曹俊鴻 | 曹俊鴻 | 蔡佳麟、郭婷筠 | 2014年3月6日－2014年12月12日 | 第2集～第203集 |

### 片尾曲
| 編號 | 歌曲名稱   | 作詞   | 作曲   | 主唱         | 播出期間                       | 播出集數         |
| ---- | ---------- | ------ | ------ | ------------ | ------------------------------ | ---------------- |
| 1    | 真愛       | 石國人 | 石國人 | 楊哲、謝宜君 | 2014年3月5日－2014年6月20日    | 第1集～第78集    |
| 2    | 雪花       | 石國人 | 石國人 | 黃思婷       | 2014年6月23日－2014年8月29日   | 第79集～第128集  |
| 3    | 一寸真心   | 林東松 | 林東松 | 許富凱       | 2014年9月1日－2014年11月7日    | 第129集～第178集 |
| 4    | 今生未了情 | 吳 梵  | 吳 梵  | 龍千玉       | 2014年11月10日－2014年12月15日 | 第179集～第204集 |

## 收視率
| 中華民國 民視無線台 首播收视率 （AC尼爾森） |          |                                |        |      |                            |
| 集數                                        | 週數     | 播出日期                       | 收视率 | 排名 | 備註                       |
| 1-3                                         | 1        | 2014年3月5日－2014年3月7日     | 5.95   | 2    |                            |
| 4-8                                         | 2        | 2014年3月10日－2014年3月14日   | 5.63   | 1    |                            |
| 9-13                                        | 3        | 2014年3月17日－2014年3月21日   | 5.27   | 1    |                            |
| 14-18                                       | 4        | 2014年3月24日－2014年3月28日   | 5.30   | 1    |                            |
| 19-23                                       | 5        | 2014年3月31日－2014年4月4日    | 5.08   | 1    |                            |
| 24-28                                       | 6        | 2014年4月7日－2014年4月11日    | 4.92   | 1    |                            |
| 29-33                                       | 7        | 2014年4月14日－2014年4月18日   | 4.85   | 1    |                            |
| 34-38                                       | 8        | 2014年4月21日－2014年4月25日   | 4.97   | 1    |                            |
| 39-43                                       | 9        | 2014年4月28日－2014年5月2日    | 4.87   | 1    |                            |
| 44-48                                       | 10       | 2014年5月5日－2014年5月9日     | 5.31   | 1    |                            |
| 49-53                                       | 11       | 2014年5月12日－2014年5月16日   | 4.95   | 1    |                            |
| 54-58                                       | 12       | 2014年5月19日－2014年5月23日   | 5.13   | 1    |                            |
| 59-63                                       | 13       | 2014年5月26日－2014年5月30日   | 4.82   | 1    |                            |
| 64-68                                       | 14       | 2014年6月2日－2014年6月6日     | 4.80   | 1    |                            |
| 69-73                                       | 15       | 2014年6月9日－2014年6月13日    | 5.09   | 1    |                            |
| 74-78                                       | 16       | 2014年6月16日－2014年6月20日   | 4.80   | 1    |                            |
| 79-83                                       | 17       | 2014年6月23日－2014年6月27日   | 4.95   | 1    |                            |
| 84-88                                       | 18       | 2014年6月30日－2014年7月4日    | 4.93   | 1    |                            |
| 89-93                                       | 19       | 2014年7月7日－2014年7月11日    | 4.74   | 1    |                            |
| 94-98                                       | 20       | 2014年7月14日－2014年7月18日   | 5.00   | 1    |                            |
| 99-103                                      | 21       | 2014年7月21日－2014年7月25日   | 5.11   | 1    |                            |
| 104-108                                     | 22       | 2014年7月28日－2014年8月1日    | 5.02   | 1    |                            |
| 109-113                                     | 23       | 2014年8月4日－2014年8月8日     | 4.99   | 1    |                            |
| 114-118                                     | 24       | 2014年8月11日－2014年8月15日   | 5.04   | 1    |                            |
| 119-123                                     | 25       | 2014年8月18日－2014年8月22日   | 5.07   | 1    |                            |
| 124-128                                     | 26       | 2014年8月25日－2014年8月29日   | 4.55   | 2    |                            |
| 129-133                                     | 27       | 2014年9月1日－2014年9月5日     | 4.50   | 1    |                            |
| 134-138                                     | 28       | 2014年9月8日－2014年9月12日    | 4.53   | 1    |                            |
| 139-143                                     | 29       | 2014年9月15日－2014年9月19日   | 4.58   | 1    |                            |
| 144-148                                     | 30       | 2014年9月22日－2014年9月26日   | 4.65   | 1    |                            |
| 149-153                                     | 31       | 2014年9月29日－2014年10月3日   | 4.46   | 1    |                            |
| 154-158                                     | 32       | 2014年10月6日－2014年10月10日  | 4.34   | 1    |                            |
| 159-163                                     | 33       | 2014年10月13日－2014年10月17日 | 4.23   | 2    |                            |
| 164-168                                     | 34       | 2014年10月20日－2014年10月24日 | 4.15   | 1    | 平均收視率與《世間情》平手 |
| 169-173                                     | 35       | 2014年10月27日－2014年10月31日 | 4.78   | 1    |                            |
| 174-178                                     | 36       | 2014年11月3日－2014年11月7日   | 4.39   | 1    |                            |
| 179-183                                     | 37       | 2014年11月10日－2014年11月14日 | 4.42   | 1    |                            |
| 184-188                                     | 38       | 2014年11月17日－2014年11月21日 | 4.87   | 1    |                            |
| 189-193                                     | 39       | 2014年11月24日－2014年11月28日 | 4.31   | 1    |                            |
| 194-198                                     | 40       | 2014年12月1日－2014年12月5日   | 4.73   | 1    |                            |
| 199-203                                     | 41       | 2014年12月8日－2014年12月12日  | 4.95   | 1    |                            |
| 204-205                                     | 42       | 2014年12月15日－2014年12月16日 | 6.12   | 1    |                            |
| 平均收視                                    | 平均收視 | 平均收視                       | 4.86   | 1    |                            |

- 由AC尼尔森調查，調查範圍是四歲以上收看電視之觀眾。
- 資料來源：台灣-偶像劇場 （页面存档备份，存于）

## 遊戲
龍飛鳳舞傳
平台：Android﹑iOS
類型：休閒遊戲
製作公司：SNSplus, Inc.
發售日期：2014年7月30日
《龍飛鳳舞傳》為一款老少咸宜的益智三消遊戲，遊戲方式簡單容易上手，只要將相同顏色的珠子連成一線，即可將他們刪去並獲得分數。與一般益智休閒遊戲不同的是，在消除珠子的同時，有機會出現特殊的功夫珠，點擊後可瞬間消除四周珠子。且遊戲中隨機出現的大絕技功夫珠，只要想辦法讓它掉落至畫面最下方，觸發狂暴模式，搭配上華麗的聲光效果。
遊戲發佈的一個月後，Android版已於超過100,000次下載。

## 外部連結
- 官方网站 （繁體中文）
- 龍飛鳳舞的Facebook專頁
- YouTube上的龍飛鳳舞播放列表